# Nordisk Film Prisen
Nordycka Nagroda Filmowa (duń. Nordisk Film Prisen) – nagroda przyznawana co roku przez duńską wytwórnię filmową Nordisk Film za wykazanie się w duńskim filmie bądź telewizji. Ufundowana została 6 listopada 1996 r., w dniu dziewięćdziesiątych urodzin wytwórni.

## Laureaci
Zdobywcy Nordyckiej Nagrody Filmowej:
- 1996 – reżyserowie Lars von Trier i Ole Bornedal;
- 1997 – reżyser Lotte Svendsen;
- 1998 – producent Birgitte Hald
- 1999 – reżyser Søren Kragh-Jacobsen;
- 2000 – reżyser Erik Clausen;
- 2001 – reżyser Christoffer Boe;
- 2002 – scenarzysta Mogens Rukov;
- 2003 – scenarzyści Peter Thorsboe i Stig Thorsboe;
- 2004 – reżyser Jørgen Leth;
- 2005 – scenarzysta i reżyser Anders Thomas Jensen;
- 2006 – reżyser Anders Morgenthaler
- 2007 – reżyser Peter Schønau Fog;
- 2008 - reżyser Henrik Ruben Genz.
- 2009 - nagrody nie przyznano
- 2010 – scenarzysta i reżyser Michael Noer i Tobias Lindholm;
- 2011 - scenarzysta Anders Frithiof August.
- 2012 – reżyser Omar Shargawi
- 2013 - reżyser Kaspar Munk
- 2014 - reżyser i scenarzysta Daniel Dencik
- 2015 - aktorka Danica Curcic
- 2016 - reżyser May el-Toukhy
- 2017 - reżyser Fenar Ahmad
- 2018 - reżyser Gustav Möller

Z okazji stulecia wytwórni w 2006, reżyser Nils Malmros poza nagrodą (Nordisk Films Hæderspris) otrzymał 100 tys. koron duńskich.